# 莱莫纳
莱莫纳（西班牙語：Lemona）是西班牙巴斯克自治区比斯开省的一个市镇。总面积16平方公里，总人口2681人（2001年），人口密度168人/平方公里。